# Timonius scaber
Timonius scaber är en måreväxtart som beskrevs av Theodoric Valeton. Timonius scaber ingår i släktet Timonius och familjen måreväxter. Inga underarter finns listade i Catalogue of Life.